# 卡尔斯鲁厄号小巡洋舰 (1916年)
卡尔斯鲁厄号是德意志帝国海军于第一次世界大战期间建造的四艘柯尼斯堡级小巡洋舰的二号舰，得名于1914年11在加勒比海意外自爆的第一代卡尔斯鲁厄号。新舰于1914年在基尔的帝国船厂开始架设龙骨，并于1916年1月下水，至1916年11月交付公海舰队使用。卡尔斯鲁厄号的主舰炮为八门150毫米45倍径速射炮，最高速度为27.5节。
由于是在一战后期入役，卡尔斯鲁厄号在战争期间的运用相对有限。它曾参与1917年8月与英国轻型部队的短暂冲突，但并未积极出战。同年10月，它还加入了被委派至阿尔比恩行动的大型特编部队，但在行动中同样没有执行重大任务。至战争最后的日子里，她本将参加整个公海舰队袭击英国大舰队的出击行动，但爆发的叛乱迫使该计划被取消。舰只在于战争结束后被扣押在斯卡帕湾，并于1919年6月21日在当地自沉。与沉没在那里的大多数舰只不同，卡尔斯鲁厄号的残骸从未进行打捞。

## 设计
卡尔斯鲁厄号是为替代老旧的小巡洋舰尼俄伯号而以“尼俄伯代舰（Ersatz Niobe）”为代号进行订购，并于1915年在基尔的帝国船厂开始架设龙骨。它于1916年1月31日在没有举行任何仪式的情况下下水，继而展开舾装工作。至1916年11月15日，舰只正式投入公海舰队使用。
卡尔斯鲁厄号的全长为151.4（496英尺9英寸），有14.2（46英尺7英寸）的舷宽和5.96（19英尺7英寸）的前吃水。在满载情况下，舰只的排水量可达7,125公噸（7,012長噸）。与其三艘姊妹舰不同，卡尔斯鲁厄号的推进系统是由两套高压齿轮降速涡轮机组成，以驱动两副直径为3.5（11英尺6英寸）的三叶螺旋桨。舰只设计可输出31,000匹軸馬力（23,000千瓦特）的额定功率。它由十台燃煤水管锅炉和两台燃油双头式水管锅炉提供动力，这使得舰只的最高速度可达27.5節（50.9每小時）。卡尔斯鲁厄号能够携带1,340公噸（1,320長噸）煤和额外500公噸（490長噸）燃油，允许其以12節（22每小時）的速度续航4,850海里（8,980）。舰只的标准船员编制则为17名军官和458名水兵。
卡尔斯鲁厄号配备有八门单座安装的150毫米45倍径速射炮。其中两门并排布置在艏艛前方，四门设于舰舯、每边各两门，以及两门以背负式成对布置在舰艉。它们共提供1040发弹药，其中每炮130发。舰只的防空武器由两门88毫米45倍径速射炮组成，均安装在烟囱后方的中心线上。它还标配搭载有四具500（19.7英寸）鱼雷管和八枚鱼雷，其中两具浸没舷侧的船体内、两具被安装在甲板上的旋转发射器内。舰只同样可携带多达200枚水雷。在装甲方面，卡尔斯鲁厄号受到60（2.4英寸）厚的水线装甲带保护；司令塔的侧面有100（3.9英寸）厚，而甲板的厚度也为60毫米。

## 服役历史
1917年8月16日，卡尔斯鲁厄号参加了在北海进行的扫雷行动。当时扫雷舰正在清理黄色路线，这是U艇在雷区中用来离开和返回港口的一条通道。而卡尔斯鲁厄号与小巡洋舰法兰克福号和三艘鱼雷艇则共同提供护航。在12:55，一艘扫雷舰上的瞭望手发现了一支由三艘轻巡洋舰和十六艘驱逐舰组成的英国分舰队正在逼近。扫雷舰在烟幕的掩护下向南逃逸，之后英国人停止进攻。然而，卡尔斯鲁厄号和其他护航舰只未能赶来支援，行动指挥官随后被解除了指挥权。
1917年9月上旬，继德国攻克俄国港口里加后，德国海军决定肃清仍然控制着里加湾的俄国海军力量。为此目的，海军参谋本部的行动计划是夺取波罗的海岛屿萨雷马岛，以及特别是部署在瑟爾韋半島上的俄国岸基炮台。9月18日，联合陆军的两栖作战行动受命出发，以占领萨雷马岛及穆胡岛；海军的主力是由一个特编部队组成，其中包括旗舰毛奇号，以及公海舰队的第三和第四战列分舰队。共计约24600名官兵参与此次入侵。卡尔斯鲁厄号随第二侦察集群余部则负责为特编部队提供巡洋舰屏护。行动于10月12日上午开始，当时毛奇号与第三分舰队的舰只在塔加湾与俄国阵地交战，而第四分舰队则在萨雷马岛的瑟尔韦半岛轰击俄国岸基炮台。在10月18－19日，卡尔斯鲁厄号与第二侦察集群余部本将对在达戈岛附近作业的扫雷舰提供掩护，但由于扫雷舰不足和天气恶劣，行动被迫推迟。至10月20日，里加湾诸岛已受到德国人控制，俄国海军部队均已被歼灭或是被迫撤离。海军参谋本部遂下令海军部队返回北海。
1918年10月，卡尔斯鲁厄号及第二侦察集群余部计划将主导针对英国皇家海军的终极决战。其中卡尔斯鲁厄号、纽伦堡号和格劳登茨号将炮击法兰德斯的目标，而柯尼斯堡号、皮劳号、科隆号和德累斯顿号则要攻击泰晤士河口的商船航运，以引出英国大舰队。时任海军总参谋长的海军大将赖因哈德·舍尔与公海舰队总司令、海军上将弗朗茨·冯·希佩尔计划不惜以舰队一切代价尽可能重创英国海军，以确保德国获得更好的谈判地位。10月29日上午，将于次日从威廉港启航的命令正式下达。然而从当天夜晚开始，图林根号战列舰及其它几艘战列舰的水兵发生叛变。动荡最终迫使舍尔和希佩尔取消了行动。

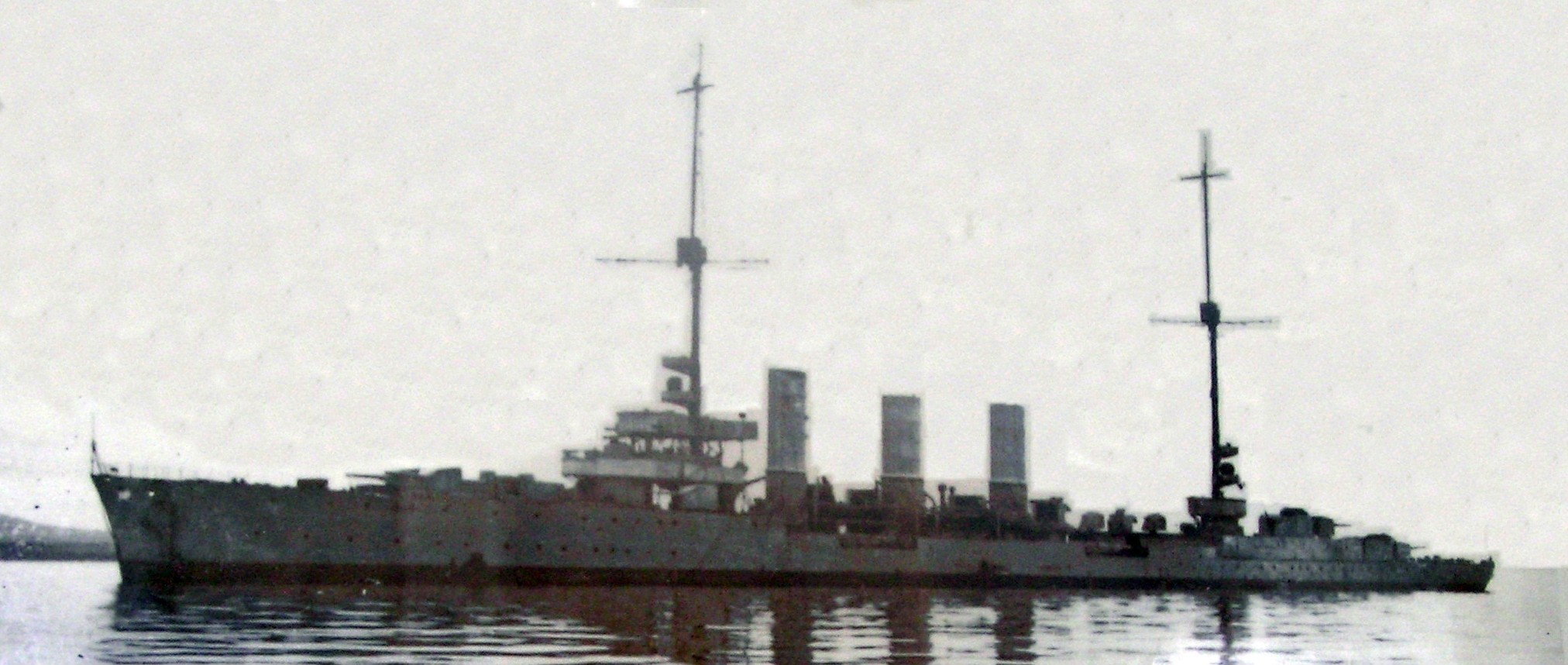
卡尔斯鲁厄号于斯卡帕湾

随着德国于1918年11月投降，公海舰队的大部分舰只于海军少将路德维希·冯·罗伊特的指挥下，被扣押在斯卡帕湾的英国海军基地。卡尔斯鲁厄号也是被扣押的舰只之一。在落实《凡尔赛条约》的谈判过程中，舰队仍然维持拘禁状态。罗伊特推断英国方面将于1919年6月21日，即谈判到期而无法达成协议的情况下会强占德国军舰，却不知截止日期已被延长至6月23日。为了防止这种情况，他决定第一时间凿沉己方舰只。6月21日上午，英国舰队离开斯卡帕湾进行训练演习；罗伊特于11:20向全体德国军舰下达了自沉命令。卡尔斯鲁厄号终于15:50沉没。它从未被打捞拆解。其残骸的打捞权于1962年出售。2017年，奥克尼考古研究中心（Orkney Research Center for Archaeology）的海洋考古学家对卡尔斯鲁厄号和该地区的其它九艘沉船展开了广泛调查，其中包括另外六艘德国军舰和三艘英国军舰。考古学家用声纳绘制了这些沉船的地图，并利用遙控潛水器对它们进行检查，以确定这些残骸是如何恶化的。